# Ernest Troubridge
Sir Ernest Charles Thomas Troubridge (Hampstead, 15 luglio 1862 – Biarritz, 28 gennaio 1926) è stato un ammiraglio britannico, comandante del 1st Cruiser Squadron della Royal Navy che partecipò all'inseguimento delle navi tedesche Goeben e Breslau nelle primissime fasi della prima guerra mondiale.

## Biografia
Troubridge nacque in una famiglia con importanti tradizioni militari, e fin da giovane intraprese anch'egli la carriera nella Royal Navy. Dopo aver partecipato alla guerra russo-giapponese in qualità di addetto navale britannico, immediatamente prima dello scoppio della prima guerra mondiale prestò servizio come ufficiale di stato maggiore della marina britannica, e ritornò al servizio attivo poco prima dello scoppio della guerra al comando del 1st Cruiser Squadron nel Mediterraneo con il grado di contrammiraglio.
Qui la sua carriera fu segnata dagli eventi che riguardarono l'inseguimento di due navi da guerra tedesche, la SMS Goeben e la SMS Breslau nei primi giorni di agosto 1914. Nonostante il 1st Squadron fosse forte di quattro incrociatori corazzati HMS Defence, HMS Black Prince, HMS Warrior e HMS Duke of Edinburgh, più otto cacciatorpediniere, a causa di ordini poco chiari da parte dell'Ammiragliato britannico - che nei giorni precedenti l'inseguimento aveva ammonito gli ammiragli britannici di evitare di ingaggiare forze superiori alla propria - e dalla poca decisione del contrammiraglio stesso, le forze di Troubridge non intercettarono le due navi tedesche, le quali riuscirono a fuggire agevolmente verso Costantinopoli. 
A metà settembre Troubridge comparse davanti ad una corte d'inchiesta, che a sua volta ordinò un processo di fronte alla corte marziale a novembre con l'accusa di «avere omesso di dare la caccia all'unità della marina germanica Goeben». Sul punto essenziale, ossia se Troubridge avesse motivo di considerare la nave da battaglia Goeben una «forza superiore» a causa dei calibri superiori in dotazione della nave tedesca rispetto ai calibri degli incrociatori britannici, la corte marziale sentenziò a suo favore evitando di compromettere l'Ammiragliato. Troubridge comunque non assunse più alcun comando operativo
Troubridge non ebbe mai più un altro comando navale, ma comandò distaccamenti navali e flottiglie sul Danubio durante le campagne balcaniche, guadagnandosi il rispetto del principe ereditario serbo Alessandro. Dopo la guerra fu promosso ammiraglio, ma non godette del favore dell'Ammiragliato.